# Ujazdowo (województwo mazowieckie)
Ujazdowo – wieś sołecka w Polsce położona w województwie mazowieckim, w powiecie ciechanowskim, w gminie Ciechanów.
W latach 1975–1998 miejscowość należała administracyjnie do województwa ciechanowskiego.
W miejscowości znajduje się murowany dwór z 1929 r. Do wybuchu II wojny światowej (1939) należący do Stefana Komierowskiego. Po wojnie w budynku funkcjonowała szkoła podstawowa. Od lat 90. własność prywatna. Odrestaurowany, wokół dworu kilkuhektarowy park krajobrazowy.